# 부평구청역
부평구청(세림병원)역(Bupyeong-gu Office(Serim Hospital)Station, 富平區廳(世林病院)驛)은 인천광역시 부평구 부평동과 청천동과 갈산동에 걸쳐 있는 서울 지하철 7호선과 인천 도시철도 1호선의 전철역이자 환승역이다. 

## 역사
- 1999년 10월 6일: 인천 도시철도 1호선 동막역~박촌역 구간 개통과 함께 영업 개시
- 2012년 10월 27일: 서울 지하철 7호선 온수(성공회대입구)~부평구청(세림병원)역 구간 추가 개통과 함께 종착역으로 환승역이 됨
- 2014년 10월 30일: 서울 지하철 7호선 부평구청(세림병원)~석남역 구간 착공
- 2021년 5월 22일: 서울 지하철 7호선 부평구청(세림병원)~석남역 구간 연장 개통과 함께 중간역으로 전환
- 2022년 1월 1일: 인천교통공사로 운영권 이관 (인천교통공사 7호선 운영사업단 소속으로 변경)

## 역 구조
두 노선 모두 2면 2선의 곡선 상대식 승강장을 갖춘 지하역이며, 완전밀폐형 스크린도어가 설치되어 있다. 개통은 인천 도시철도 1호선이 앞섰으나 당초부터 서울 지하철 7호선 환승을 염두에 두고, 건설되었다. 서울 지하철 7호선의 역은 기존 인천 도시철도 1호선 역에 증설되는 형태로 건설되어 출입구와 대합실 1부를 공유한다. 한 때 출입구는 독자적으로 운영하였으며, 한 때 출입구는 서울교통공사 관할 5개, 인천교통공사 관할 4개로 총 9개였다. 현재는 9개 출입구 모두 인천교통공사 관할이 되었다. 1번~3번 출입구는 갈산동에 있고, 4·5번 출입구는 부평동에 있고, 6번~9번 출입구는 청천동에 있다.

### 인천 1호선 승강장
| 갈산 ↑     |
| \| 상      |
| ↓ 부평시장 |

| 상행 | ● 인천 도시철도 1호선 | 경인교대입구 · 계산 · 박촌 · 귤현 · 검단호수공원 방면         |
| 하행 | ● 인천 도시철도 1호선 | 부평 · 인천시청 · 원인재 · 인천대입구 · 송도달빛축제공원 방면 |

### 서울 7호선 승강장
| 굴포천 ↑ |
| \| 상    |
| ↓ 산곡   |

| 상행 | ● 서울 지하철 7호선 | 부천시청(부천아트센터)·온수 · 대림(구로구청)·고속터미널 · 강남구청 · 상봉 · 장암 방면 |
| 하행 | ● 서울 지하철 7호선 | 산곡 · 석남 방면                                                                      |

부평구청(세림병원)~석남역 구간 연장 개통 전까지는 건넘선이 존재하여 상행(장암 방향) 승강장으로 역주행해 정차한 후 회차선을 거치지 않고, 바로 장암 방향으로 시간 관계 문제로 출발했던 경우가 있었으며, 이 때가 1자형 선로를 이용하게 된 것이었다.

### 환승 시 유의
인천 도시철도 1호선에서 서울 지하철 7호선으로 환승하는 경우 인천 도시철도 1호선 계양 방향 맨 뒷칸과 송도달빛축제공원 방향 맨 앞칸에서 환승하면 편리하다. 그러나 서울 지하철 7호선에서 인천 도시철도 1호선으로 환승하고자 할 경우 서울 지하철 7호선 석남 방향 승강장을 기준으로 송도달빛축제공원 방향 환승 시 2-1과 인천 도시철도 1호선 계양 방향 환승 시 5-3 계단에서 갈아타야 한다. 서울 지하철 7호선에서 인천 도시철도 1호선으로 가는 환승 통로는 구별되어 있으므로 환승 시 주의해야 한다. 그 이유는 두 노선 간 심도 차이가 불과 3.5m 밖에 안 되기 때문에 발생한 구조로 인천 도시철도 1호선이 위에, 서울 지하철 7호선이 아래에 있기 때문이다.

## 역 주변
| 나가는 곳 | 방면                                                                      |
| --------- | ------------------------------------------------------------------------- |
| 1         | 부평세관 갈산중학교 어린이공원 갈월초등학교 갈산초등학교 부평공업고등학교 |
| 2         | 인천광역여성새로일하기센터                                                |
| 3         | 인천디지털성범죄예방대응센터                                              |
| 4         | 개흥초등학교 북구도서관                                                   |
| 5         | 부평구청                                                                  |
| 6         | 부평세림병원                                                              |
| 7         | 북인천등기소 산곡사거리                                                   |
| 8         | 인천부평경찰서                                                            |
| 9         | 한국GM 부평공장                                                           |

## 사진

3번 출입구(인천교통공사 변경 이전)
대합실(인천교통공사 변경 이전)
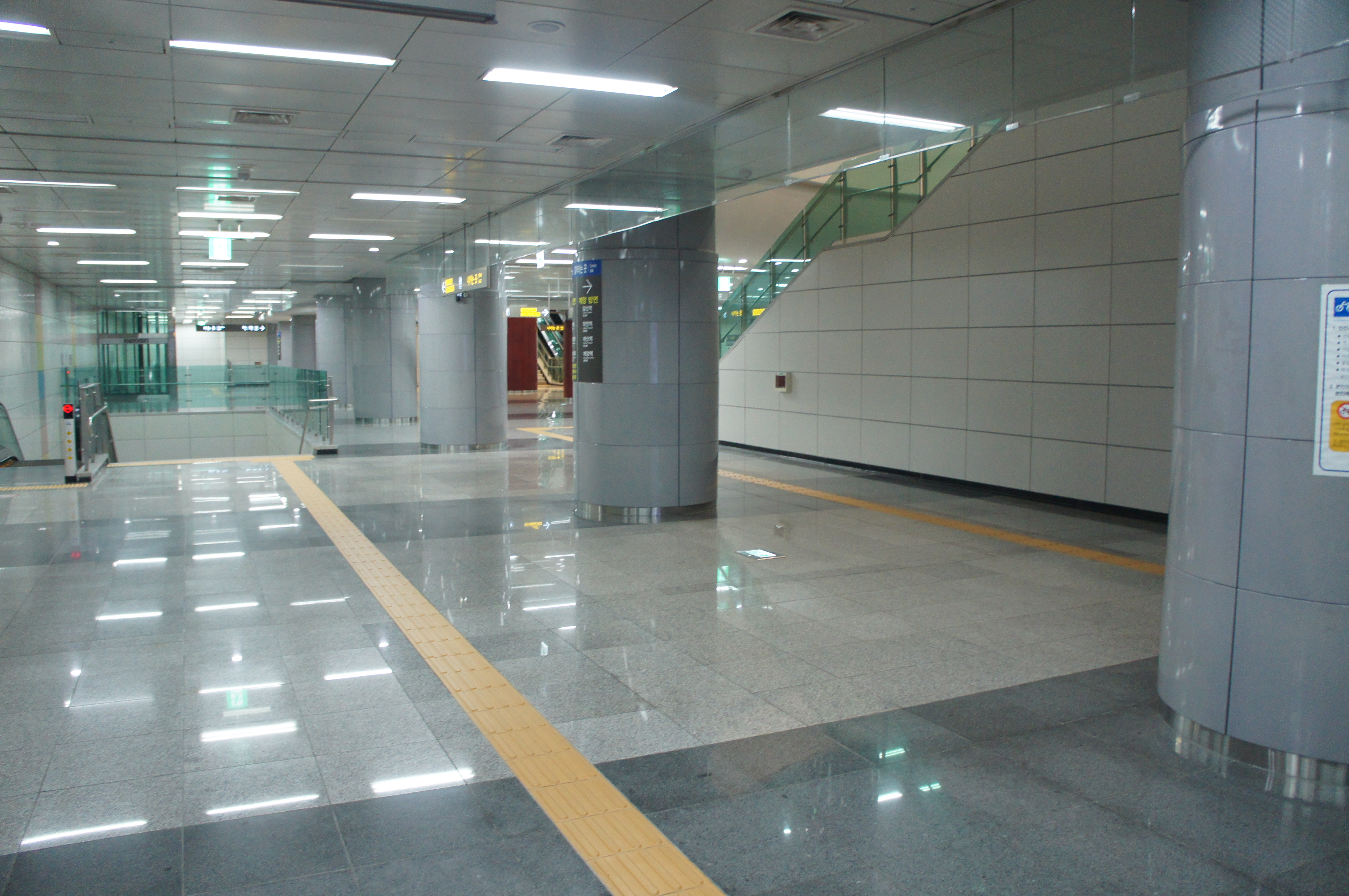
환승통로
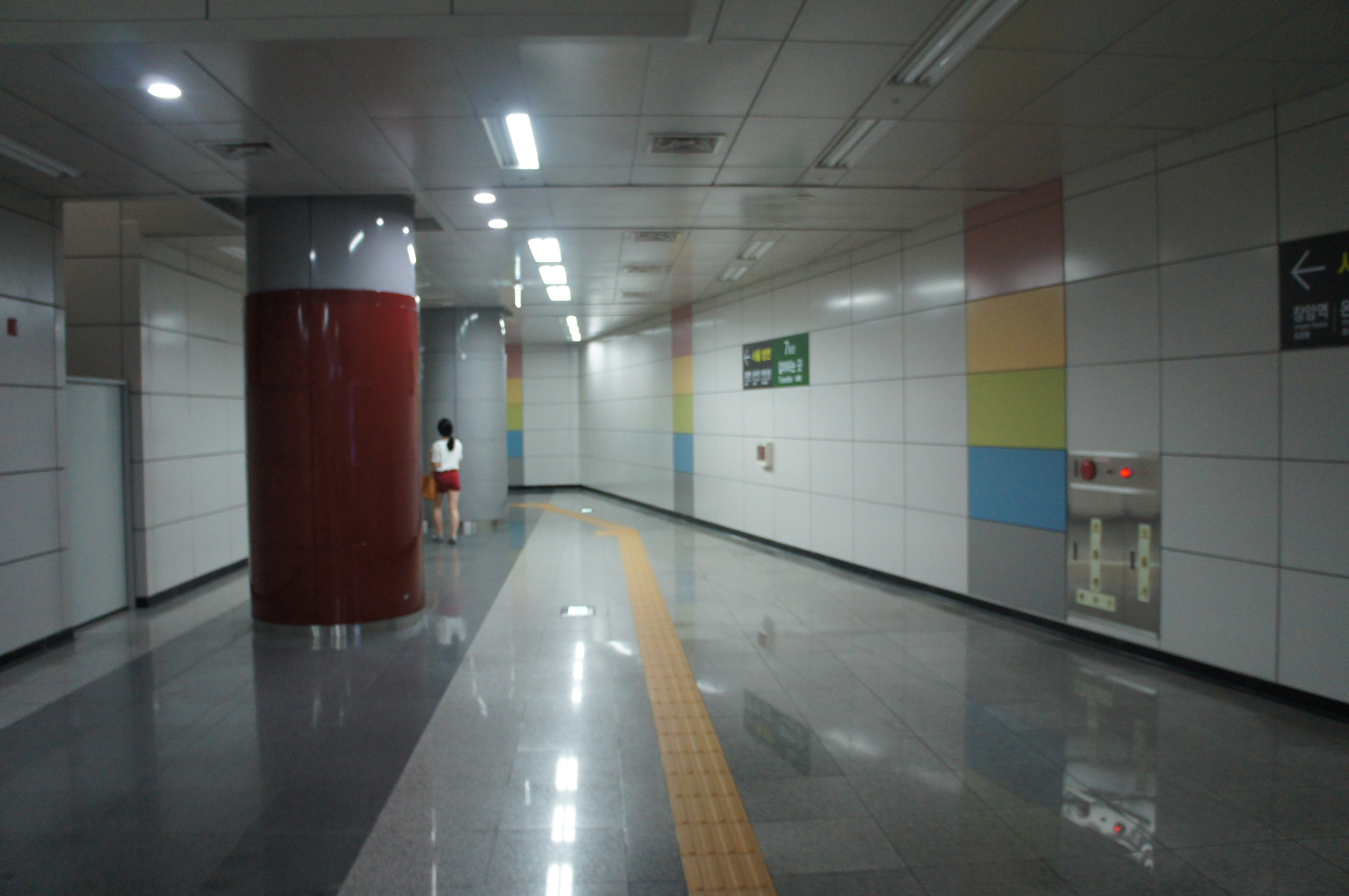
환승통로
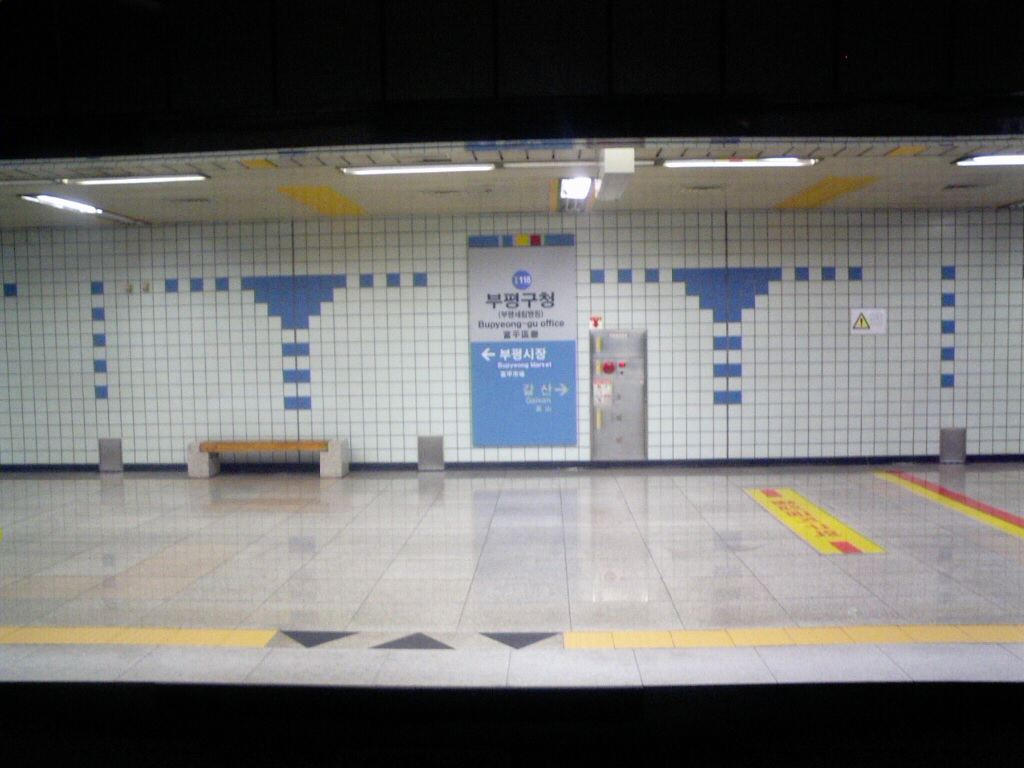
인천 1호선 송도달빛축제공원 방향 승강장(스크린도어 설치·역명판 교체 전)

## 인접한 역
| 서울 지하철 7호선                | 서울 지하철 7호선     | 서울 지하철 7호선                        |
| -------------------------------- | --------------------- | ---------------------------------------- |
| 758 굴포천 709 장암 방면         | ● 서울 지하철 7호선   | 760 산곡 761 석남 방면                   |
| 인천 도시철도 1호선              |                       |                                          |
| I117 갈산 I107 검단호수공원 방면 | ● 인천 도시철도 1호선 | I119 부평시장 I139 송도달빛축제공원 방면 |